# Ramachandrapuram, Chittoor
Rama-chandra-puram là một trong 66 mandal thuộc huyện Chittoor, bang Andhra Pradesh. The mandal is bounded by Chandragiri, Tirupati (rural), Vadamalapeta and Vedurukuppam mandals.